# 960 Birgit
960 Birgit là một tiểu hành tinh bay quanh Mặt Trời.